# Schafan
Schafan ist im Alten Testament der Staatsschreiber Joschijas.

## Etymologie
Der Name Schafan (hebräisch שָׁפָן) bedeutet „Klippdachs / Klippschliefer“. In der Septuaginta ist der Name Σαφφαν Saphan, in der Vulgata Saphan.

## Biographie
In 2 Kön 22,3  wird Azalja als Vater und Meschullam als Großvater Schafans genannt, nach 2 Kön 22,12  ist sein Sohn Ahikam, ein weiterer heißt Gemarja (Jer 36,10 ), ein dritter Elasa (Jer 29,3 ), ein vierter Michaja (Jer 36,11 ). Schafan ist der Staatsschreiber des Königs Joschija. Er war auch Mitglied des Kabinetts und besaß eines der höchsten Staatsämter. Er erhält von Joschija den Auftrag, das Geld, welches dem Hohepriester Hilkija in den Tempel gebracht wurde, an sich zu nehmen, um es den Werkmeistern über die Arbeiter am Tempel zu geben, damit sie diesen restaurieren können. Dabei überreicht Hilkija Schafan das „Buch des Gesetzes“, ein Buch, das wohl bei den Ausbesserungen des Tempels gefunden worden ist. Schafan liest es und bringt es zu Joschija, worauf der zu der Prophetin Hulda sendet, die die Echtheit des Buches bestätigen soll. Zu dieser Gesandtschaft gehören unter anderen Hilkija, Schafan und sein Sohn Ahikam. Auf Huldas Antwort folgen die Reformen des Joschija, durch welche wesentliche Bestandteile des Deuteronomiums umgesetzt werden.

## Nachkommen Schafans
Die Nachkommen Schafans, die Schafaniden, besaßen in der Zeit vor und zu Beginn des babylonischen Exils wichtige Ämter in der judäischen Politik. Ahikam, Schafans Sohn wird in Jer 26,24  als Unterstützer des Propheten Jeremias genannt. Gemarja, ein weiterer Sohn Schafans, war nach Jer 36,10  ein enger Vertrauter des Königs Jojakim, sodass er über einen Raum im Tempel verfügen konnte, in dem Jeremias Schreiber Baruch öffentlich eine Buchrolle verlesen durfte. Gemarja versuchte auch später Jojakim am Verbrennen der Buchrolle zu hindern. Michaja, der dritte Sohn Schafans, erkannte in Jer 36,11  die Bedeutung der Worte Baruchs und unterrichtete den königlichen Hof.
Ahikams Sohn Gedalja wird von den Babyloniern nach der Eroberung Judas als Statthalter eingesetzt, er wird aber kurze Zeit später ermordet.